# Woki mit deim Popo
Pour les articles homonymes, voir Popo.
Woki mit deim Popo (en français : Remue tes fesses) est la chanson du duo autrichien Trackshittaz qui représente l'Autriche au Concours Eurovision de la chanson 2012 à Bakou, en Azerbaïdjan. La chanson est écrite en Allemand autrichien (dialecte Mühlviertel) et a été composée par Lukas Plöchl.

## Eurovision 2012
La chanson est sélectionnée le 24 février 2012 lors d'une finale nationale.
Elle participe à la première demi-finale du Concours Eurovision de la chanson 2012, le 22 mai 2012.